# Réaction multicomposants
Une réaction multicomposants (RMC ou MCR de l'anglais multicomponent reaction) est une réaction chimique qui met en jeu au moins trois réactifs. Elle permet ainsi de synthétiser en une étape (en « one-pot ») des molécules souvent complexes à partir de petites molécules.

## Exemples
| Principal réactif | Réaction                    | Découvreur                             | Date de la découverte | Nombre de réactifs | Sigle : initial du nom - nombre de réactif et CR pour component reaction | Produits formés                                                |
| ----------------- | --------------------------- | -------------------------------------- | --------------------- | ------------------ | ------------------------------------------------------------------------ | -------------------------------------------------------------- |
| Composé carbonylé | Réaction de Strecker        | Adolph Strecker                        | 1850                  | 3                  |                                                                          | Acides aminés                                                  |
| Composé carbonylé | Réaction de Hantzsch        | Arthur Rudolf Hantzsch                 | 1881                  | 3                  |                                                                          | Dihydropyridines                                               |
| Composé carbonylé | Réaction de Biginelli       | Pietro Biginelli                       | 1891                  | 3                  |                                                                          | Dihydropyrimidinones                                           |
| Composé carbonylé | Réaction de Mannich         | Carl Mannich (en)                      | 1912                  | 3                  |                                                                          | Composés β-aminocarbonylés, aussi appelés base de Mannich (en) |
| Composé carbonylé | Réaction de Bucherer-Bergs, | Hans Theodor Bucherer et Hermann Bergs | 1934                  | 3                  | B-3CR                                                                    | Hydantoïnes                                                    |
| Composé carbonylé | Réaction d'Asinger          | Friedrich Asinger (en)                 | 1956                  | 4                  | A-4CR                                                                    | Thiazolines                                                    |
| Isonitrile        | Réaction de Passerini       | Mario Passerini                        | 1921                  | 3                  |                                                                          | α-acyloxy amide                                                |
| Isonitrile        | Réaction de Ugi             | Ivar Karl Ugi                          | 1959                  | 4                  | U-4CR                                                                    | Bis-amide                                                      |

## Avantages
Les réactions multicomposants évitent de passer par plusieurs étapes pour obtenir un produit, ce qui minimise le temps de manipulation et les risques de perte de produits lors des étapes intermédiaires.